# Casargo
Casargo (Casarch in dialetto valsassinese, e già Valcasargo fino al 1757) è un comune italiano di 849 abitanti dell'Alta Valsassina, posto nella parte settentrionale della provincia di Lecco, in Lombardia.

## Geografia fisica
Il paese si trova su un fondovalle dominato dalla massiccia sagoma del monte Legnone (metri 2610) a 800 metri di quota sul livello del mare. Conta circa 900 abitanti sparsi nei cinque nuclei abitati che compongono il comune; Casargo, Codesino e Somadino si trovano nella Val Casargo percorsa dal torrente Maladiga, mentre Indovero e Narro si affacciano sulla Val Muggiasca, una piccola valle scavata dall'ultimo tortuoso tratto del Pioverna, il torrente che attraversa tutta la Valsassina.
Dal fondovalle, dove è situato l'abitato principale, si possono raggiungere le frazioni di Indovero, dove viene coltivato l'unico vigneto della Valsassina con la produzione di vino,e Narro, da cui si gode un ampio panorama di tutta la Valsassina. Da Narro si diramano la strada per la Val Muggiasca per raggiungere Bellano, e quella per l'Alpe di Giumello, terrazza naturale con vista su tutto il bacino lariano, sede di un'importante scuola di parapendio e deltaplano e dotata di impianti sciistici.
Sul versante opposto si trova Alpe di Paglio, anch'essa comodamente raggiungibile da Casargo, punto di partenza per scampagnate e trekking verso i rifugi delle Orobie e il Pian delle Betulle.
Il comune di Casargo si trova in Alta Valsassina in provincia di Lecco, da cui dista 27 chilometri. Casargo è raggiungibile da Lecco attraverso la statale 36 in direzione della Valtellina. Si deve imboccare l'uscita per Bellano in direzione di Taceno e proseguire nell'Alta Valsassina. Casargo dista da Bellano 14 km e da Taceno 4 km. Sempre da Lecco si raggiunge Casargo attraversando tutta la valle (Ballabio-Introbio-Taceno) fino a raggiungere sempre l'Alta Valle. Da Casargo è possibile raggiungere la Valvarrone attraverso il piccolo valico di Piazzo (900 metri s.l.m.) e arrivare a Premana. Da qui si percorre tutta la valle e si raggiunge il lago di Como nei pressi di Dervio.

## Storia
Da un punto di vista storico, Casargo seguì le sorti degli altri centri della Valsassina.

### Simboli
Lo stemma e il gonfalone del Comune di Casargo sono stati concessi con decreto del presidente della Repubblica del 16 ottobre 1980.
(D.P.R. del 16 ottobre 1980)
Nello stemma è raffigurato il profilo innevato del monte Legnone accompagnato da due rilievi che rappresentano l'Alpe di Paglio e il monte Muggio. Una strada sale tra il verde dei prati e dei boschi, sino al valico di Piazzo, spartiacque tra Valsassina e Valvarrone e antica via di collegamento tra la vicina Valtellina e la pianura. I cinque cerchi dorati, attraversati da un cartiglio con i colori della bandiera italiana, rappresentano le principali frazioni che oggi compongono il territorio comunale: Casargo, Codesino, Somadino, Indovero e Narro.
Il gonfalone è un drappo di rosso.

## Monumenti e luoghi d'interesse

### Architetture religiose
Nel suo territorio è presente un autentico gioiello di arte romanica, la chiesa di Santa Margherita in Somadino, una frazione di Casargo. La chiesa di Santa Margherita è il più antico edificio religioso della Valsassina e le sue origini risalgono all'XI secolo. La chiesa fu edificata vicino a fortificazioni militari e lungo la strada che portava in Valtellina, che passava sotto il suo portico, ampliato nel Settecento. Ha subito tante trasformazioni ma la chiesa mantiene intatte le sue pure forme romaniche. Al suo interno, insieme a un affresco di epoca rinascimentale, conserva un interessante ciclo di affreschi di ascendenze bizantine in cui sono riprodotti, insieme alla Vergine con Bambino, i santi patroni delle chiese vicine. Sulla cupola sono visibili tracce di un Cristo Pantocratore. Secondo recenti indagini, basate sugli affreschi dell'abside, la chiesa di Santa Margherita sarebbe stata la chiesa matrice di tutta l'Alta Valsassina, da cui avrebbero preso origine tutte le altre.
Tra le località di Narro e Indovero sorge la chiesa di San Martino, antecedente al XIII secolo e dotata di un campanile dalle origini medievali.
Al periodo medievale risale anche la primitiva costruzione dell'oratorio di Sant'Ulderico, sito in una radura, dopo un percorso di faggi secolari sul versante nord del monte Muggio, a 1 392 metri. Posizionato sopra un terrazzo naturale, l'edificio originario risale all'XI secolo ed era probabilmente un eremo con un'unica aula e con l'abside rivolta verso est. La chiesa è legata al culto dei Santi Eremiti Lariani, ancora oggi, il primo sabato di luglio, permane la tradizione di recarsi in pellegrinaggio a Sant'Ulderico.
Un'altra chiesa, oggi non più visibile, si trovava a Piazzo, in un bosco detto "La Foppa". Dedicata a san Fedele, la chiesa crollò dopo decenni di degrado, segnalata anche da Federico Borromeo nella sua visita pastorale del 1614.

### Aree naturali
A Casargo si trovano numerosi alberi pluricentenari e ben 19 faggi monumentali censiti dalla Guardia Forestale e inseriti nel numero degli alberi monumentali della provincia di Lecco. Il più straordinario, probabilmente il più antico di Italia, è il Grande Faggio della Val Piancone, una piccola valle laterale della Val Marcia.
Nell'anno 2022 il Faggio del Piancone è stato oggetto di un intervento di restauro conservativo.
Nel comune di Casargo è presente una vigna a 900 metri di altitudine con la produzione di vino rosso e bianco.

## Società

### Evoluzione demografica
- 400 nel 1722
- 417 nel 1805
- annessione a Premana nel 1809
- 525 nel 1853
- 611 nel 1861
- 701 nel 1881
- 525 nel 1901
- 593 nel 1921
- 1 087 nel 1931 dopo l'annessione di Indovero

Abitanti censiti

## Cultura

### Mostra regionale della capra orobica
Casargo è noto per ospitare una famosa "Mostra regionale della capra orobica". Si tratta di un evento fieristico in cui allevatori e addetti del mestiere espongono il frutto del proprio lavoro e i propri animali, che vengono giudicati e premiati secondo diverse categorie di competizione. L'evento coinvolge numerosi curiosi, attirati dalla peculiarità della capra orobica e dalle manifestazioni di folklore culinario, artigianale e musicale che accompagnano la Mostra.
La "Mostra regionale della capra orobica di Casargo" è salita alla ribalta del web grazie all'apparizione di un video virale su YouTube nel 2014 e alla creazione di pagine ed eventi Facebook virali dal 2016.

## Economia
L'economia del paese poggia su alcune aziende. Resistono ancora attività tradizionali come il formaggio, il latte e l'allevamento. Nel territorio comunale ha particolare importanza il turismo.
A Casargo, in località Piazzo, ha sede una rinomata scuola di formazione professionale alberghiera.

### Sport invernali
A partire dagli anni Sessanta a Casargo si sono sviluppate due piccole stazioni sciistiche: l'Alpe Giumello e Alpe di Paglio. Gli impianti dell'Alpe Giumello vennero aperti negli anni sessanta e consistevano in uno skilift per principianti e in un più lungo skilift per sciatori di medie capacità, che raggiungeva la vetta del Monte Muggio. Nel corso degli anni la piccola località è stata sempre discretamente frequentata.
Negli anni novanta, il fallimento della società che si occupava della gestione della località, ha visto il destino degli impianti finire in mano a un gruppo di volontari. Nel gennaio 2009, durante uno degli inverni più nevosi dell'ultimo ventennio, la stazione è stata costretta alla chiusura a causa del termine della "vita tecnica" dello skilift e della mancata concessione di una proroga.
I gestori si impegnarono quindi, con l'aiuto degli enti locali, a riattivare la stazione, mediante il rinnovamento degli impianti. Per i principianti venne acquistato un tapis roulant. Si riuscì anche a ripristinare la sciovia "Monte Muggio", mediante l'acquisto di uno skilift usato, funzionante per pochissimi anni, in una stazione sciistica del Torinese. Il 19 dicembre 2009 la piccola stazione sciistica ha potuto quindi festeggiare la riapertura.
Diverso il destino dell'Alpe Paglio, località situata sul versante opposto della valle. La località aprì negli anni settanta con la costruzione dello skilift "Alpe Paglio-Cima Laghetto", che permetteva il collegamento sciistico con il Pian delle Betulle. La stazione fu da sempre frequentata, in quanto la pista dell'Alpe Paglio era la più lunga e rinomata del comprensorio del Pian delle Betulle. Nel 2005, però, lo skilift terminò la "vita tecnica". Le risorse economiche insufficienti e alcuni problemi burocratici determinarono la dismissione dell'impianto.
Oggi Alpe di Paglio non è, quindi, più meta degli appassionati dello sci alpino, anche se resta frequentata dai praticanti di sci-alpinismo. Per il futuro si spera di poter ripristinare la pista dell'Alpe Paglio, tramite la costruzione di una seggiovia biposto.

## Amministrazione
Di seguito è riportato l'elenco dei sindaci che hanno amministrato il Comune di Casargo dal 1945
| Nome e Cognome            | Dal:             | Al:              |
| Pasquale Scuri            | 26 aprile 1945   | 23 giugno 1945   |
| Silvio Acerboni           | 23 giugno 1945   | 26 gennaio 1946  |
| Giuseppe Carissimo        | 17 marzo 1946    | 22 giugno 1947   |
|                           | 15 maggio 1949   | 03 giugno 1951   |
| Luigi Adamoli             | 14 dicembre 1947 | 15 maggio 1946   |
| Carlo Muttoni             | 3 giugno 1951    | 10 giugno 1956   |
| Roberto Regazzoni         | 6 gennaio 1961   | 13 dicembre 1964 |
| Ignazio Pasquini          | 10 giugno 1956   | 6 gennaio 1961   |
|                           | 13 dicembre 1964 | 8 giugno 1980    |
| Bernardino Regazzoni      | 8 giugno 1980    | 29 giugno 1983   |
| Giovanni Maglia           | 29 giugno 1983   | 2 maggio 1995    |
| Francesco Stella          | 2 maggio 1995    | 15 giugno 2004   |
| Pina Scarpa               | 16 giugno 2004   | 26 maggio 2019   |
| Antonio Leonardo Pasquini | 27 maggio 2019   |                  |